# Paris–Roubaix 1934

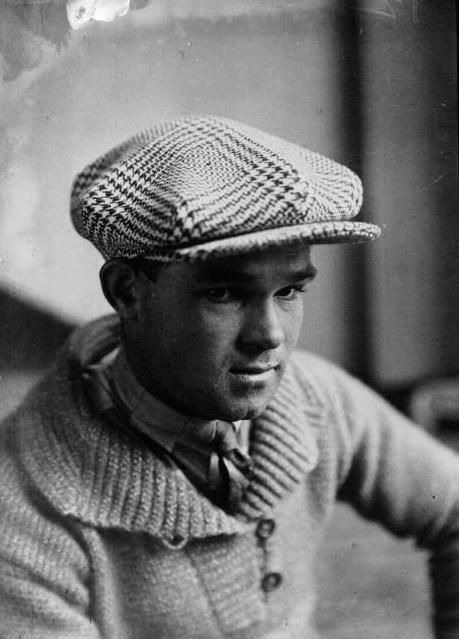
Gaston Rebry

Das Eintagesrennen Paris–Roubaix 1934 war die 35. Austragung des Radsportklassikers und fand am Sonntag, den 1. April 1934, statt.
Das Rennen ging von Argenteuil aus über 255 Kilometer. 120 Fahrer gingen an den Start, von denen sich 54 platzieren konnten. Der Sieger Gaston Rebry absolvierte das Rennen mit einer Durchschnittsgeschwindigkeit von 32,41 km/h.
Zehn Kilometer vor dem Ziel rissen vier Fahrer aus: René Le Grevès, Roger Lapébie, Gaston Rebry und Jean Wauters. Der Lenker von Le Grevés brach, und Lapébie hatte einen Platten. Lapébie ergriff ein Damenrad und tauschte dieses kurze Zeit darauf gegen ein Rennrad. Er schloss zu Rebry und Wauters auf und erreichte als Erster das Ziel, wurde jedoch nicht zum Sieger erklärt. Vor dem Rennen waren die Räder markiert worden, und es stellte sich heraus, dass Lapébie das Rennen mit einem anderen Rad beendet hatte als auf dem er gestartet war. Er wurde disqualifiziert, und Gaston Rebry wurde zum zweiten Mal nach 1931 Sieger von Paris–Roubaix.